# التحالف التعليمي المحلي
التحالف التعليمي المحلي هي مؤسسة إصلاح تعليمي معفاة من الضرائب ولا تسعى للربح؛ إلا أنها تهدف إلى إضافة معلومات موثقة وموضوعية إلى مدارس بوسطن المحلية للآباء والمواطنين عن طريق تمكين المواطنين من المشاركة السياسية المباشرة ومن خلال لجانهم المدرسية وزيادة التدعيم للتعليم المحلي أنشأت في بوسطن وماساتشوستس.
تم إنشاء التحالف التعليمي المحلي في بوسطن بهدف إنشاء جدول أعمال مدروس لمدارس بوسطن المحلية انشقت في 1973 بهدف تسليط الضوء على معلومات واضحة ودقيقة آخذين في الاعتبار إصلاح التعليم، لعب الائتلاف دورا كبيرا وأخذ قرارات أساسية ملهمة لنظام مدارس بوسطن متضمنا تفادي التفرقة العنصرية لمدارس بوسطن المحلية.